# Convención de las Naciones Unidas sobre el Derecho del Mar
La Convención de las Naciones Unidas sobre el Derecho del Mar (CDM, o también CONVEMAR o CNUDM) es considerada uno de los tratados multilaterales más importantes de la historia, desde la aprobación de la Carta de las Naciones Unidas, siendo calificada como la Constitución de los océanos.
Fue aprobada, tras nueve años de trabajo, el 30 de abril de 1982 en Nueva York (Estados Unidos) y abierta a su firma por parte de los Estados, el 10 de diciembre de 1982, en Bahía Montego (Jamaica), en la 182.º sesión plenaria de la III Conferencia de las Naciones Unidas sobre el Derecho del Mar. Entró en vigor el 16 de noviembre de 1994, un año después de la 60.º ratificación (realizada por Guyana).

## Antecedentes
A inicios del siglo XVII, basado en principios de derecho romano, Hugo Grocio postuló la «doctrina del mar libre» en su obra Mare liberum (Mar libre), según la cual los mares no podían ser sujetos de apropiación, porque no eran susceptibles de ocupación, como las tierras, y por ello debían ser libres para todos («libertad de los mares»).
Sin embargo, en el siglo XVIII Cornelius van Bynkershoek logró sentar el principio según el cual el mar adyacente a las costas de un país quedaban bajo su soberanía. La extensión de esta franja marina cercana al borde costero quedó entregada, en general, a la capacidad de control que el Estado podía ejercer sobre ella. Por ello, el criterio utilizado para fijar su anchura fue la posibilidad de control desde la costa, que permitió el surgimiento de la norma de las tres millas marinas, basada en la tesis «del alcance de la bala de cañón» (de Ferdinando Galiani).
En el siglo XX muchos Estados expresaron la necesidad de extender el mar territorial, con el fin de proteger los recursos pesqueros y mineros y aplicar medidas de control y fiscalización para evitar contaminación del área.
Esta situación fue reconocida por la Sociedad de Naciones y por la Conferencia de La Haya sobre codificación del derecho internacional de 1930. En esta conferencia no se logró ningún acuerdo para establecer la anchura para el mar territorial, aunque se reconoció la existencia de una zona contigua, de una extensión máxima de 12 millas marinas (22 km).

## Tesis de las 200 millas marinas y Declaración de Santiago de 1952
En Latinoamérica, un 1 de agosto de 1943 el presidente del Perú, José Luis Bustamante y Rivero, proclamó las 200 millas marinas. Luego, un 23 de agosto de 1943 se copia la «tesis de las 200 millas marinas» de Bustamante y Rivero, bajo el mandato del Presidente chileno Gabriel González Videla por el cual el mandatario declaró la soberanía chilena “en el mar a doscientas millas marinas de distancia de las costas continentales chilenas. Esta demarcación se medirá respecto de las islas chilenas, señalándose una zona de mar contigua a las costas de las mismas, proyectada paralelamente a éstas, a doscientas millas marinas por todo su contorno” 
Posteriormente, un 18 de agosto de 1952 –a iniciativa de Chile –se firmó la “Declaración de Santiago de 1952” entre Ecuador, Perú y Chile en lo que vendría a ser el primer instrumento jurídico multilateral que estableció la distancia de las 200 millas marinas como medio para cautelar los recursos naturales y la soberanía del mar adyacentes a las costas de los respectivos Estados. En efecto, en su artículo 3°, inciso segundo de la declaración, se establece que: “los Gobiernos de Chile, Ecuador y Perú proclaman como norma de su política internacional marítima la soberanía y jurisdicción exclusivas que a cada uno de ellos corresponde sobre el mar que baña las costas de sus respectivos países a distancia mínima de 200 millas marinas desde las referidas costas” 
Dicha declaración fue ratificada por Chile, mediante decreto supremo 432 del 23 de septiembre de 1954; por Ecuador, mediante decreto ejecutivo 275 del 7 de febrero de 1955; por Perú, mediante resolución legislativa 12.305 del 6 de mayo de 1955. Colombia depositó su instrumento de adhesión el 16 de abril de 1980 en el Ministerio de Relaciones Exteriores del Ecuador.
A nivel latinoamericano, la Declaración de Santiago fue importante, entre otras, por condensar ideológicamente la tesis de las 200 millas, normándola; por dar nacimiento al territorialismo marítimo, por crear la Comisión Permanente del Pacífico Sur-CPPS, el único organismo marítimo de la región sudamericana cuya sede definitiva está en Guayaquil Ecuador, y por fundar para Colombia, Chile, Ecuador y Perú el Sistema Marítimo del Pacífico Sureste.
En el plano internacional esta Declaración aportó de manera decisiva aspectos revolucionarios: conceptos acordados, reglas definidas, realidades nuevas y políticas coherentes, así como necesarios a la elaboración y normativización de un nuevo Derecho del mar, codificado en gran parte en la Convención de las Naciones Unidas sobre el Derecho del Mar de Montego Bay del 10 de diciembre de 1982. Simultáneamente mundializó una nueva visión sudamericana del mar y de los océanos: “Las 200 millas se fundamentaban en dos principios: la soberanía sobre los recursos naturales y la necesaria elaboración de un nuevo Derecho del mar, basada en el derecho del desarrollo. Por eso su fulgurante rapidez en universalizarse, al nacer en 1952 con la Declaración sobre Zona Marítima y al cristalizarse, en 1982, con la Convención de Montego Bay; gracias a su gran aceptación por los Estados ribereños del Tercer Mundo.”

## Otras declaraciones de soberanía y/o territorialidad marítima
El 28 de septiembre de 1945, el presidente Harry Truman declaró que «el Gobierno de Estados Unidos de América considera los recursos naturales del subsuelo y del fondo del mar de la plataforma continental por debajo de la alta mar próxima a las costas de Estados Unidos, como pertenecientes a este y sometidos a su jurisdicción y control» y que se reservaba el derecho a establecer «zonas de conservación en ciertas áreas de alta mar contiguas a las costas de Estados Unidos cuando las actividades pesqueras han sido desarrolladas y mantenidas o pueden serlo en el futuro en una escala sustancial».
Las declaraciones del presidente Truman constituyeron un detonante para diversas declaraciones unilaterales latinoamericanas, emitidas al concluir la Segunda Guerra Mundial:
- Declaración del presidente de México Manuel Ávila Camacho, de 29 de octubre de 1945.
- Decreto del presidente de Argentina Juan Domingo Perón, de 11 de octubre de 1946.
- Decreto de Panamá, de 17 de diciembre de 1946.
- Declaración del presidente de Chile Gabriel González Videla, de 23 de agosto de 1947 (200 millas marinas)
- Declaración del presidente del Perú José Luis Bustamante y Rivero, de 1 de agosto de 1947 (200 millas marinas).
- Declaración de la Junta Fundadora de la Segunda República de Costa Rica, de 27 de julio de 1948 (200 millas marinas).
- Constitución Política de El Salvador, de 14 de septiembre de 1950 (200 millas marinas).
- Leyes de Honduras, de enero y marzo de 1950 (200 millas marinas).
- En Ecuador, el 11 de noviembre de 1966 se reformó el Código Civil para incorporar la tesis de las 200 millas marinas mediante Decreto Supremo 1542[12] de Clemente Yerovi.

El Comité Jurídico Interamericano, el 30 de julio de 1952, presentó un Proyecto de Convención sobre Mar Territorial y Cuestiones Afines, basando en la tesis de las 200 millas marinas.
Hacia 1967 solo 25 Estados mantenían el límite de la 3 millas marinas, 66 habían fijado un mar territorial de 12 millas marinas y 8 habían fijado un límite de 200 millas marinas.
Tras la Declaración de Santo Domingo, en junio de 1972, los Estados del Caribe adhieren a la tesis de las 200 millas de soberanía marítima. En tanto, el Consejo de Ministros de la Organización para la Unidad Africana, en mayo de 1973, declara como «zona económica de cada Estado» a las 200 millas marinas contiguas a sus costas y, en septiembre del mismo año, durante la Conferencia de Argel cerca de 75 Estados se suman a esta posición.

## Conferencias de las Naciones Unidas sobre el Derecho del Mar

### I Conferencia
En 1956, las Naciones Unidas convocaron a la I Conferencia de las Naciones Unidas sobre el Derecho del Mar en Ginebra (Suiza). Dicha conferencia concluyó, en 1958, con la elaboración de cuatro convenciones relativas a la regulación del mar, a partir de proyectos elaborados por la Comisión de Derecho internacional de la ONU:
- Convención sobre Mar Territorial y Zona Contigua, que entró en vigor el 10 de septiembre de 1964;
- Convención sobre Alta Mar, que entró en vigor el 30 de septiembre de 1962;
- Convención sobre Plataforma Continental, que entró en vigor el 10 de junio de 1964, y
- Convención sobre Pesca y Conservación de los Recursos Vivos de la Alta Mar, que entró en vigor el 20 de marzo de 1966.

Si bien, en su momento, fueron considerados un éxito histórico y lograron entrar en vigencia, su aplicación fue bastante reducida, por el limitado número de Estados partes.

### II Conferencia
En 1960 se convocó a la II Conferencia de las Naciones Unidas sobre el Derecho del Mar, que no produjo ningún acuerdo internacional, pues ninguna de las proposiciones relativas a la anchura del mar territorial alcanzó el cuórum necesario de dos tercios.

### III Conferencia
En 1967, la Asamblea General de Naciones Unidas crea el Comité para la Utilización con Fines Pacíficos de los Fondos Marinos y Oceánicos más allá de los Límites de la Jurisdicción Nacional (o Comité de Fondos Marinos), que se transformaría más tarde en el Comité de las Naciones Unidas que prepararía la III Conferencia sobre el Derecho del Mar.
En diciembre de 1970, la Asamblea General de Naciones Unidas convoca a la III Conferencia de las Naciones Unidas sobre el Derecho del Mar, que se realizaría desde diciembre de 1973 hasta 1982.
La III Conferencia se desarrolló en 11 períodos de sesiones. El primero se realizó en Caracas (Venezuela) y el último en Jamaica, en el cual se aprobó la Convención de las Naciones Unidas sobre el Derecho del Mar por 130 votos a favor, 4 en contra y 17 abstenciones, el 30 de abril de 1982.

El 10 de diciembre de 1982 establecimos un nuevo hito en la historia del derecho. Por primera vez en los anales del derecho internacional una Convención fue firmada por 119 países el mismo día en que fue abierta a la firma. No sólo el número de signatarios constituye un hecho notable; es igualmente importante que la Convención haya sido firmada por Estados pertenecientes a todas las regiones del mundo, de Norte a Sur y de Este a Oeste, por Estados ribereños, Estados sin litoral y Estados en situación geográfica "desventajosa"
Tommy T. B. Koh, Presidente de la III Conferencia de las Naciones Unidas sobre el Derecho del Mar

## Características
La Convención de las Naciones Unidas sobre el Derecho del Mar se caracteriza por confirmar el derecho internacional del mar vigente, al incorporar muchos aspectos de las Convenciones de Ginebra de 1958 y, además, por desarrollar progresivamente el derecho internacional del mar, al establecer nuevos institutos en la materia, como la zona económica exclusiva.
Tiene aplicación preferente, entre sus miembros, frente a las Convenciones de Ginebra de 1958; no obstante, las Convenciones de Ginebra siguen teniendo vigencia entre los Estados partes que no han adherido a esta Convención.

## Contenido

Las zonas marítimas de acuerdo a la Convención.

La Convención del Derecho del Mar consta de un Preámbulo, 17 Partes y 9 Anexos.
Entre otros, cubre los siguientes temas de Derecho del mar: límites de las zonas marítimas; zona económica exclusiva; plataforma continental y alta mar; derechos de navegación y estrechos para la navegación internacional; Estados archipelágicos; paz y la seguridad en los océanos y los mares; conservación y gestión de los recursos marinos vivos; protección y preservación del medio marino; investigación científica marina; y procedimientos para la solución de controversias.

### Mar territorial
La Convención establece que todo Estado tiene derecho a establecer la anchura de su mar territorial hasta un límite que no exceda de 12 millas marinas, medidas a partir de líneas de base determinadas de conformidad con la misma Convención.
Cuando las costas de dos Estados son adyacentes o se hallen situadas frente a frente, ninguno de dichos Estados tiene derecho, salvo acuerdo en contrario, a extender su mar territorial más allá de una línea media cuyos puntos sean equidistantes de los puntos más próximos de las líneas de base a partir de las cuales se mida la anchura del mar territorial de cada uno de dichos Estados, salvo que por la existencia de derechos históricos o por otras circunstancias especiales, sea necesario delimitar el mar territorial de ambos Estados en otra forma.

### Zona contigua
Establece una zona adyacente al mar territorial, designada con el nombre de zona contigua, con el objeto que el Estado ribereño pueda tomar las medidas de fiscalización necesarias para:
- Prevenir las infracciones de sus leyes y reglamentos aduaneros, fiscales, de inmigración o sanitarios que se cometan en su territorio o en su mar territorial;
- Sancionar las infracciones de esas leyes y reglamentos cometidas en su territorio o en su mar territorial.

La zona contigua no puede extenderse más allá de 24 millas marinas contadas desde las líneas de base a partir de las cuales se mide la anchura del mar territorial.

### Zona Económica Exclusiva

Mapa mundial de las Zonas Económicas Exclusivas reconocidas por la Convención de las Naciones Unidas sobre el Derecho del Mar.

Reconoce una zona económica exclusiva, como un área situada más allá del mar territorial adyacente a éste, sujeta al régimen jurídico específico establecido en la Convención.
En la zona económica exclusiva, el Estado ribereño tiene:
- Derechos de soberanía para los fines de exploración y explotación, conservación y administración de los recursos naturales, tanto vivos como no vivos de las aguas suprayacentes al lecho y del lecho y el subsuelo del mar, y con respecto a otras actividades con miras a la exploración y explotación económica de la zona, tal como la producción de energía derivada del agua de las corrientes y de los vientos;
- Jurisdicción, con arreglo a las disposiciones pertinentes de la Convención, con respecto a:
  - El establecimiento y la utilización de islas artificiales, instalaciones y estructuras:
  - La investigación científica marina;
  - La protección y preservación del medio marino;
- Otros derechos y deberes previstos en la misma Convención.

La zona económica exclusiva no puede extenderse más allá de 200 millas marinas (370 km) contadas desde las líneas de base a partir de las cuales se mide la anchura del mar territorial.

### Plataforma continental

Sedimento
Roca
Manto

La plataforma continental es la prolongación natural de un continente, que queda cubierto durante los periodos interglaciares como la época actual por mares relativamente poco profundos y golfos. La plataforma nace, entonces, en la costa, y suele terminar en un punto de la comarca pendiente creciente (llamado barrera continental). El fondo marino tras esta barrera es el talud continental. Tras el talud está la elevación continental, que termina por unirse con el fondo marino profundo, la llanura abisal.
De acuerdo a la Convención, la plataforma continental de un Estado ribereño comprende el lecho y el subsuelo de las áreas submarinas que se extienden más allá de su mar territorial y a todo lo largo de la prolongación natural de su territorio hasta el borde exterior del margen continental, o bien hasta una distancia de 200 millas marinas (370 km) contadas desde las líneas de base a partir de las cuales se mide la anchura del mar territorial, en los casos en que el borde exterior del margen continental no llegue a esa distancia. A su vez, el margen continental comprende la prolongación sumergida de la masa continental del Estado ribereño y está constituido por el lecho y el subsuelo de la plataforma, el talud y la emersión continental. No comprende el fondo oceánico profundo con sus crestas oceánicas ni su subsuelo.
Los puntos fijos que constituyen la línea del límite exterior de la plataforma continental en el lecho del mar, deben estar situados a una distancia que no exceda de 350 millas marinas contadas desde las líneas de base a partir de las cuales se mide la anchura del mar territorial o de 100 millas marinas contadas desde la isóbata de 2500 metros, que es una línea que une profundidades de 2500 metros.

### Otras materias
La Convención, entre otras materias, establece una definición de Estado archipelágico y la forma cómo estos puede determinar sus límites.
Establece obligaciones generales para proteger el medio ambiente marino y la libertad de investigación científica en el alta mar. También crea un innovador régimen jurídico para la organización y control de las actividades en los fondos marinos y oceánicos y su subsuelo fuera de los límites de la jurisdicción nacional (sector denominado la Zona), declarados patrimonio común de la humanidad (la Zona y sus recursos), y que está a cargo de la Autoridad Internacional de los Fondos Marinos, particularmente con miras a la administración de sus recursos.
Reconoce a los Estados sin litoral, es decir, que no tienen costa marítima, el derecho de acceso al mar y desde el mar, sin estar sujeto a derechos de aduana, impuestos u otros gravámenes por parte de los Estados de tránsito, con excepción de las tasas impuestas por servicios específicos prestados en relación con dicho tráfico.

## Organismos establecidos por la Convención
La Convención en su Parte XI (secciones 4 y 5) y el Anexo VI crea los siguientes organismos:
- Autoridad Internacional de los Fondos Marinos, para organizar y controlar las actividades de exploración y explotación, y
- Tribunal Internacional del Derecho del Mar, con el objetivo de resolver controversias y opiniones consultivas.

La Convención no establece, pero se aplica a través de varios Organismos Regionales de Ordenación Pesquera (OROP).

## Firmas y ratificaciones

Firmada y ratificada
Firmada pero no ratificada
No firmada

La Convención se abrió para su firma el 10 de diciembre de 1982 y entró en vigor el 16 de noviembre de 1994 cuando fue depositado el 60° documento de ratificación. La Convención ha sido ratificada por los congresos de varios países, firmada por 168 partes, la que incluye 167 Estados (165 Estados miembros de las Naciones Unidas, pero no ha sido firmada ni ratificada por otros países, además de Palestina, las Islas Cook y Niue) y la Unión Europea.
Estados que han firmado pero no han ratificado
- Estados con litoral: Camboya, Colombia, Corea del Norte, Irán, Libia, Emiratos Árabes Unidos.
- Estados sin litoral: Afganistán, Bután, Burundi, República Centroafricana, Etiopía, Liechtenstein, Ruanda

Estados que no lo han firmado
- Estados con litoral: Eritrea, Israel, Perú, República Árabe Saharaui Democrática, Siria, Taiwán, Turquía, Estados Unidos, Venezuela
- Estados sin litoral: Andorra, Ciudad del Vaticano, Estado de Palestina, Kazajistán, Kirguistán, San Marino, Sudán del Sur, Tayikistán, Turkmenistán, Uzbekistán

Territorios que son parte de países que han la han ratificado, pero en los cuales la Convención no está en vigencia
- Aruba (Reino de los Países Bajos)[14]